# Свобода, Ева
Е́ва Никола Сво́бода (пол. Ewa Nikola Swoboda, род. 26 июля 1997, Жоры) — польская легкоатлетка, специализирующаяся в беге на спринтерские дистанции. Чемпионка Европы в помещении. Рекордсменка мира среди юниоров в беге на 60 метров и рекордсменка Польши среди взрослых.

## Карьера
На юношеском чемпионате мира 2013 в Донецке заняла четвёртое место в финале стометровки, а спустя год на юниорском мировом первенстве в Юджине стала пятой.
В начале 2014 года завоевала золото на чемпионате Польши в помещении на дистанции 60 метров. Выступила на Европейском юношеском олимпийском турнире в Баку, где выиграла на дистанции 100 м и стала второй на 200 м. Участница Летней Юношеской Олимпиады 2014 в Нанкине, где в финале была дисквалифицирована за фальстарт.
В 2015 году вновь стала чемпионкой Польши в беге на 60 метров, а также установила новый юниорский рекорд на этой дистанции (7,21 с). Свобода выступила на чемпионате Европы в помещении. Она показала лучший результат в карьере, выйдя в финал 60-метровой дистанции.
В 2017 году стала третьей на чемпионате Европы в Белграде, но спустя год стало известно, что из-за употребления запрещённого препарата дисквалифицировали украинку Олесю Повх, и Свобода стала серебряным призёром.
3 марта 2019 года завоевала золотую медаль на чемпионате Европы в Глазго с результатом 7,09 секунды в финальном забеге.
Ева Свобода квалифицировалась на чемпионат Европы в помещении 2021 года в Торуни, но не сумела принять участия из-за положительного теста на коронавирус. Из-за травмы не сумела принять участие на Олимпийских играх в Токио.
11 февраля 2022 года Ева Свобода побила национальный рекорд на соревнованиях в Лодзе, пробежав 60 метров ровно за 7 секунд. 5 марта она улучшила этот результат, пробежав за 6,99 на чемпионате Польши в Торуни, что стало десятым лучшим результатом в истории.
На чемпионате мира в помещении в Белграде польская спортсменка стала четвёртой, показав результат 7,04 с. С таким же временем пробежали все спортсменки, занявшие с третьего по шестое места, и по фотофинишу Свобода отстала от третьего места на 0,002 секунды.
В июне 2024 года, в Риме, на чемпионате Европы Ева с результатом 11,03 стала обладателем серебряной медали. 

## Достижения
| Год  | Турнир                               | Место   | Дисциплина | Место   | Результат |
| ---- | ------------------------------------ | ------- | ---------- | ------- | --------- |
| 2013 | Юношеский чемпионат мира 2013        | Донецк  | 100 метров | 4 место | 11,61     |
| 2014 | Европейская квалификация на ЮОИ 2014 | Баку    | 100 метров | 1 место | 11,66     |
| 2014 | Европейская квалификация на ЮОИ 2014 | Баку    | 200 метров | 2 место | 23,88     |
| 2014 | Юниорский чемпионат мира 2014        | Юджин   | 100 метров | 5 место | 11,59     |
| 2015 | Чемпионат Европы в помещении 2015    | Прага   | 60 метров  | 8 место | 7,20 EJR  |
| 2017 | Чемпионат Европы в помещении 2017    | Белград | 60 метров  | 2 место | 7,10      |
| 2019 | Чемпионат Европы в помещении 2019    | Глазго  | 60 метров  | 1 место | 7,09      |
| 2022 | Чемпионат Польши                     | Торунь  | 60 метров  | 1 место | 6,99      |
| 2022 | Чемпионат мира в помещении 2022      | Белград | 60 метров  | 4 место | 7,04      |

EJR — европейский юниорский рекорд